# Spodnje Gorje
Spodnje Gorje so naselje v Občini Gorje.
Spodnje Gorje sestavlja tudi predel pod Borštom, imenovan Poljane. V tem delu je le nekaj hiš. Hrib Boršt je odlična razgledna točka